# Напад на израелску амбасаду у Београду 2024.
Напад на израелску амбасаду у Београду, главном граду Србије, догодио се 29. јуна 2024. године. Извео га је Милош (Салахудин) Жујовић, припадник вехабијског покрета. Жујовић, конвертит, самострелом је ранио српског жандарма који је узвратио ватру из службеног оружја и убио га.

## Напад
Према речима министра унутрашњих послова Републике Србије Ивице Дачића, нападач је у више временских наврата пришао малој згради, стражарској кућици, у близини амбасаде, распитујући се за музеје и разне локације. Око 11:00 је поново пришао, отворио врата и из кесе извадио самострел из којег је испалио стрелу и ранио у врат жандарма који је чувао амбасаду. Рањени припадник Жандармерије је узвратио ватру и из службеног оружја ликвидирао нападача. 
Откривено је да је Жујовић, пре него што је извео напад испред амбасаде, обилазио Београдску синагогу, разматрајући да тамо изведе напад, али је услед великог присуства полиције одустао.

## Починиоци и последице
Нападач је идентификован као Милош Жијовић, такође познат и по свом верском имену Салахудин.
Рођен је 1999. године у Младеновцу, у српској православној породици. Примио је ислам и придружио се вехабијском покрету, након чега се преселио у већински муслимански Нови Пазар, заједно са супругом која је из Плава у Црној Гори.
Жујовић је уочи напада снимио видео-поруку за своју супругу у којој је, између осталог, рекао да „Израелци убијају муслимане”, алудирајући на рат Израела и Хамаса.
Непосредно након напада, председник Србије Александар Вучић посетио је у болници рањеног жандарма Милоша Јевремовића и осудио напад. Вучић је навео да надлежни трагају за саучесницима.
Министар унутрашњих послова Републике Србије, Ивица Дачић, напад је окарактерисао као терористички, након чега је проглашен црвени ниво претње од тероризма.
Истог дана, припадници полиције су ухапсили Игора Деспотовића, још једног конвертита, осуђиваног за подстицање тероризма и промовисање Исламске државе. Деспотовић је како је саопштено имао дугу и континуирану комуникацију са Жујовићем.
Акције полиције су настављени и у наредним данима, хапшењем Кемала Беговића, из Новог Пазара, и Хариса Шунда, држављанина БиХ, осумњичених за повезаност са исламским екстремистима. Саопштено је да су код ухапшених између осталог, пронађена обележја Исламске државе и видео-порука заклињања на верност тој организацији.